# 十津川村立十津川第一小学校
十津川村立十津川第一小学校（とつかわそんりつ とつかわだいいちしょうがっこう）は、奈良県吉野郡十津川村小原にある公立小学校である。

## 概要
十津川村の中部に位置する小学校である。
2016年度の児童数は48（1年生6、2年生5、3年生12、4年生8、5年生4、6年生13）、教員数11、職員数4。

## 沿革
- 2010年（平成22年）4月1日 - 十津川村立上野地小学校・二村小学校・三村小学校を統合し、三村小学校の校地に新設[3]。

## 教育目標
「学ぶ意欲と、人を思い、生き生きと活動する子どもの育成」

## 学区
十津川村のうち北部および東部。

## 主な進学先
公立学校の場合は、十津川村立十津川中学校へ進学する。

## アクセス
奈良交通十津川小原バス停、および十津川村営バス小原バス停から446m。

## 周辺
- 湯泉地温泉
- 十津川村立十津川中学校
- 十津川村役場
- 国道168号